# Turkije op het Eurovisiesongfestival 1986
Turkije deed mee aan het Eurovisiesongfestival 1986 in Bergen, Noorwegen. Het was de 9de deelname van het land op het Eurovisiesongfestival. Het lied werd gekozen door middel van een nationale finale.

## Selectieprocedure
De kandidaat voor Turkije op het Eurovisiesongfestival werd gekozen door een nationale finale die plaatsvond op 15 maart 1986 in de studio's van de nationale omroep TRT. In totaal werden er 4 liedjes gekozen die allemaal meededen in de finale. De winnaar werd gekozen door een jury.
| Volgorde | Artiest           | Lied            | Punten | Plaats |
| -------- | ----------------- | --------------- | ------ | ------ |
| 1        | Klips ve Onlar    | Halley          | 8      | 1ste   |
| 2        | Seyyal Taner      | Dünya           | 8      | 1ste   |
| 3        | Nil Burak and Ibo | Yaşa yaşa       | 0      | 3de    |
| 4        | Nilüfer           | Bu film bitmeli | 0      | 3de    |

## In Bergen
In Noorwegen trad Turkije op als 8ste land net na Nederland en voor Spanje. Op het einde van de stemming bleek dat ze 53 punten gekregen te hebben en dat ze daarmee op de 9de plaats eindigden. Het was tot dan toe de beste prestatie van het land op het festival.
Men ontving 1 maal het maximum van de punten.
Van België ontving men 6 punten en van Nederland ook eveneens 6 punten.

### Gekregen punten

#### Finale
| 12 punten     | 10 punten | 8 punten                  | 7 punten                           | 6 punten                         |
| ------------- | --------- | ------------------------- | ---------------------------------- | -------------------------------- |
| - Joegoslavië |           | - Duitsland - Zwitserland |                                    | - België - Luxemburg - Nederland |
| 5 punten      | 4 punten  | 3 punten                  | 2 punten                           | 1 punt                           |
|               |           | - Israël                  | - Oostenrijk - Verenigd Koninkrijk |                                  |

### Punten gegeven door Turkije

#### Finale
Punten gegeven in de finale:
| 12 punten | België              |
| 10 punten | Zwitserland         |
| 8 punten  | Spanje              |
| 7 punten  | Nederland           |
| 6 punten  | Verenigd Koninkrijk |
| 5 punten  | Ierland             |
| 4 punten  | Portugal            |
| 3 punten  | Joegoslavië         |
| 2 punten  | IJsland             |
| 1 punt    | Finland             |